# Kevin Drumm

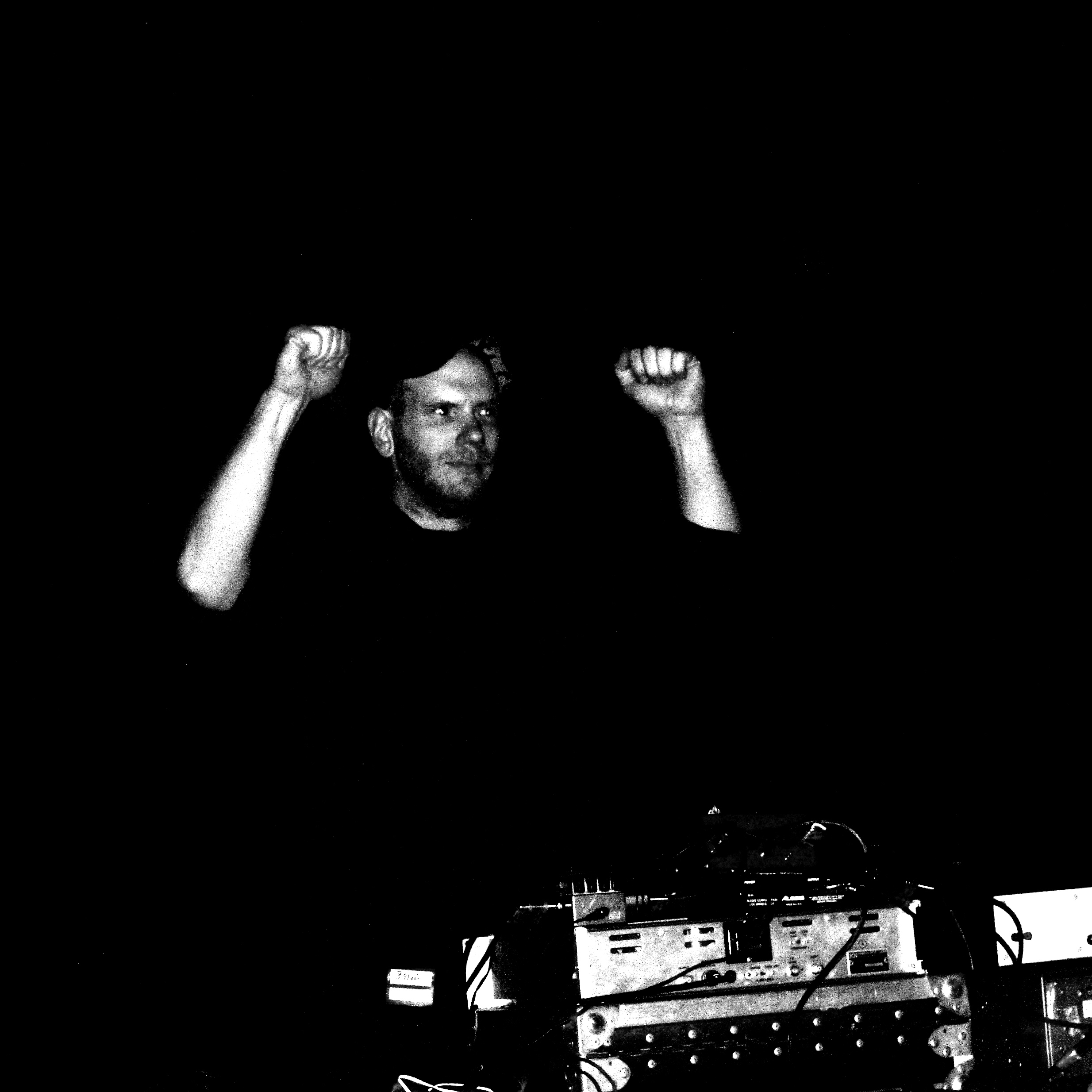
Kevin Drumm

Kevin Drumm (* 1970 in South Holland, Cook County, Illinois) ist ein US-amerikanischer Musiker im Bereich der Elektronischen Musik und ein Avantgarde-Tischgitarrenspieler.

## Musikalischer Werdegang
Nachdem Drumm zunächst in diversen Rockbands gespielt hatte, widmete er sich in den 1990er Jahren in der Chicagoer Improvisationsszene verstärkt experimentellen Spielweisen und avancierte schnell zu einem der weltweit bekanntesten Gitarrenspieler für präparierte Gitarre. Er experimentierte mit Magneten, Krawattenhaltern, Ketten, Violinenbögen und Nagelscheren. Bald darauf ergänzte er sein Equipment um Laptop und Modularsynthesizer und erweiterte sein Schaffen zu einer elektroakustischen Spiel- und Kompositionsweise. 1997 erschien sein Solo-Debütalbum s/t.

## Musik
Drumms Musik zeichnet sich durch eine Vielfalt unterschiedlicher musikalischer Ansätze aus. Akustische und elektronische Ausdrucksformen verschmelzen zu Klangflächen, bei denen zumeist elektronische Einzelereignisse die strukturelle Dramaturgie der Stücke erhalten. Die zunächst ruhigen und sparsamen Klanggestaltungen wurden in späteren Veröffentlichungen zunehmend zu lauten und verdichteten Texturen erweitert. Einige seiner Stücke können dem Drone Doom zugeordnet werden, weitere Einflüsse entstammen der Konkreten Musik, dem Heavy Metal und Black Metal.

## Kollaborationen
Zusammenarbeiten gab es mit Jim O’Rourke (Gastr del Sol) und Ken Vandermark. Außerdem mit Taku Sugimoto, Axel Dörner, Martin Tétreault und Ralf Wehowsky, mit Phill Niblock, Tony Conrad, MIMEO, Mats Gustafsson, John Butcher sowie Thomas Ankersmit. Im Zuge einer Zusammenarbeit mit dem Künstlerkollektiv Simparch komponierte er das Stück Spec, das auf der Documenta11 in Kassel und an der Renaissance Society of America in Chicago aufgeführt wurde.

## Diskografie (Auswahl)
- 1997: Kevin Drumm (CD, Perdition Plastics)
- 1999: Second (CD, Perdition Plastics)
- 2000: Comedy (CD, Moikai)
- 2000: Particles und Smears mit Martin Tétreault (CD, Erstwhile Records)
- 2000: Kevin Drumm / Bhob Rainey Split (12", Fringes)
- 2001: KD (Kassette, Freedom From)
- 2001: Cases mit Ralf Wehowsky (CD, Selektion)
- 2001: Den mit Taku Sugimoto (CD, Sonoris)
- 2001: Triangles mit Leif Elggren (LP/CD, Moikai)
- 2001: Untitled (Erstwhile 015) mit Axel Dörner (CD, Erstwhile Records)
- 2001: Kevin Drumm / Pita Split (12", BOXmedia)
- 2002: DEG mit Leif Elggren und Mats Gustafsson (LP, Firework Edition Records)
- 2002: Frozen by Blizzard Winds mit Lasse Marhaug (CD, Smalltown Supersound)
- 2002: Sheer Hellish Miasma (CD, Mego)
- 2002: I Drink Your Skin mit Aaron Dilloway (Kassette, Hanson Records)
- 2003: Eruption mit Fred Lonberg-Holm und Weasel Walter (CD, Grob)
- 2003: Land of Lurches (LP/CD, Hanson Records)
- 2003: Mort Aux Vaches mit Dan Burke (CD, Staalplaat)
- 2004: Impish Tyrant (Kassette, Spite)
- 2005: Horror of Birth (Kassette, Chondritic Sound)
- 2005: Kevin Drumm / 2673 Split (LP, Kitty Play Records)
- 2007: Sheer Hellish Miasma Wiederöffentlichung (CD, Editions Mego)
- 2007: All Are Guests in the House of the Lord mit Prurient (Hospital Productions)
- 2007: Purge (Kassette, iDEAL)
- 2007: Gauntlet mit Daniel Menche (CD, Editions Mego)
- 2008: Snow (Kassette, Hospital Productions)
- 2008: Imperial Distortion (2CD, Hospital Productions)
- 2008: untiled (LP, Dilemma Records)
- 2009: Malaise (Kassette, Hospital Productions)
- 2009: Alku Tape (Kassette, Alku)
- 2009: Imperial Horizon (Hospital Productions)
- 2010: The Icy Echoer mit Michael Esposito (7", Fragment Factory)
- 2010: Necro Acoustic (5CD Box, PicaDisk)
- 2012: Relief (LP, Editions Mego)
- 2012: Crowded (LP, Bocian Records)
- 2013: Tannenbaum (CD/Cassette, Hospital Productions)
- 2017: Interference (Cassette, Second Editions)

### Kollaborationen
- 1995: Ken Vandermark – Standards (CD, Quinnah)
- 1996: Gastr del Sol – „Our Exquisite Replica of Eternity“ auf Upgrade & Afterlife (CD, Drag City)
- 1998: Loren Mazzacane-Connors und Alan Licht – Hoffman Estates (CD, Drag City)
- 1999: „Berlin 1“, „Graz 2“, „Wien 1“, „Berlin 3“ auf Charhizma 002 mit Dafeldecker/Kurzmann/Fennesz/O’Rourke/Drumm/Siewert (CD, Charhizma)
- 2002: Territory Band-2 Atlas (CD, Okka Disk)
- 2003: „Wels“, „Nickelsdorf 1“, „Nickelsdorf 2“ auf Charhizma 020 mit Dafeldecker/Kurzmann/Drumm/eRikm/dieb13/Noetinger (CD, Charhizma)
- 2003: „Untitled“ auf Untitled (CDr, No label)
- 2004: Territory Band-3 Map Theory (2CD, Okka Disk)

### Sampler
- 1997: „Brassy“ auf Scatter (CD, Ash International)
- 2000: „Three“ auf Prix Ars Electronica CyberArts 2000 (2xCD, Ars Electronica Center)
- 2000: „Untitled“ auf Various (2xCD, Intransitive Recordings)
- 2001: „Feelin Hilarious“ auf Or Some Computer Music (CD, Or Records)
- 2001: „Untitled“ auf Transmissions 003 (2xCD, Transmissions)
- 2002: „My Tree Bears No Nuts (Part 2)“ auf All Tomorrow's Parties 1.1 (CD/2xLP, ATP Recordings)
- 2001: „Untitled“ auf X + Y = XY (CDr, Alku)
- 2004: „Untitled“ auf LDS Relationchips (CDr, Entr'acte)
- 2005: „Untitled“ auf ALKUjiggerypokeryMIX (MP3, Alku)